# Parafia Trójcy Przenajświętszej i Narodzenia Najświętszej Maryi Panny w Trzeszczanach
Parafia Trójcy Przenajświętszej i Narodzenia Najświętszej Maryi Panny w Trzeszczanach – parafia należąca do dekanatu Grabowiec diecezji zamojsko-lubaczowskiej. Została utworzona w XV wieku. Mieści się pod numerem 1. Prowadzą ją księża diecezjalni.
Do parafii należą wierni z następujących miejscowości: Bogucice, Chyżowice, Drogojówka, Józefin, Korytyna, Leopoldów, Majdan Wielki, Mołodiatycze, Trzeszczany Pierwsze i Trzeszczany Drugie.

## Galeria

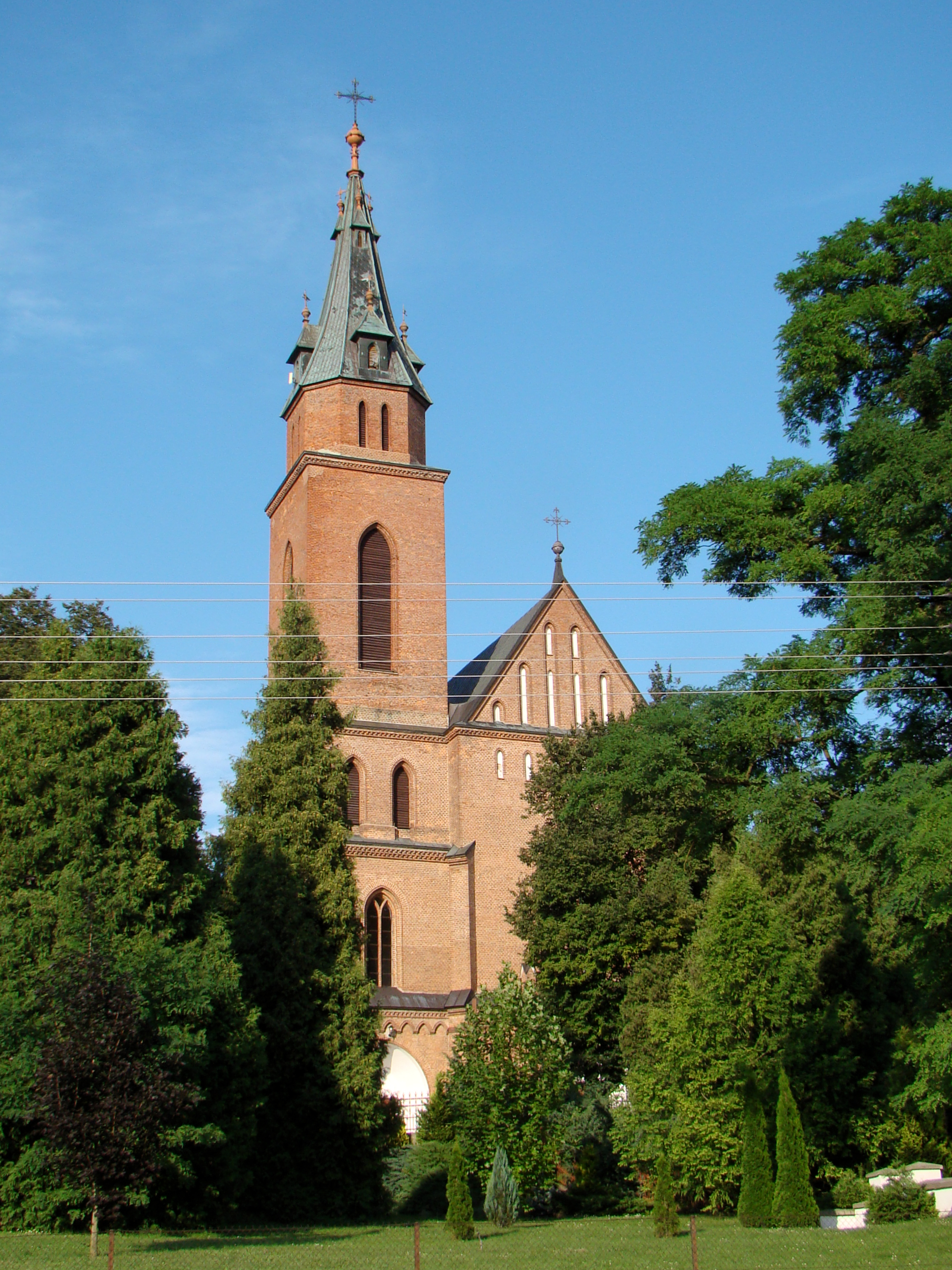
Kościół parafialny
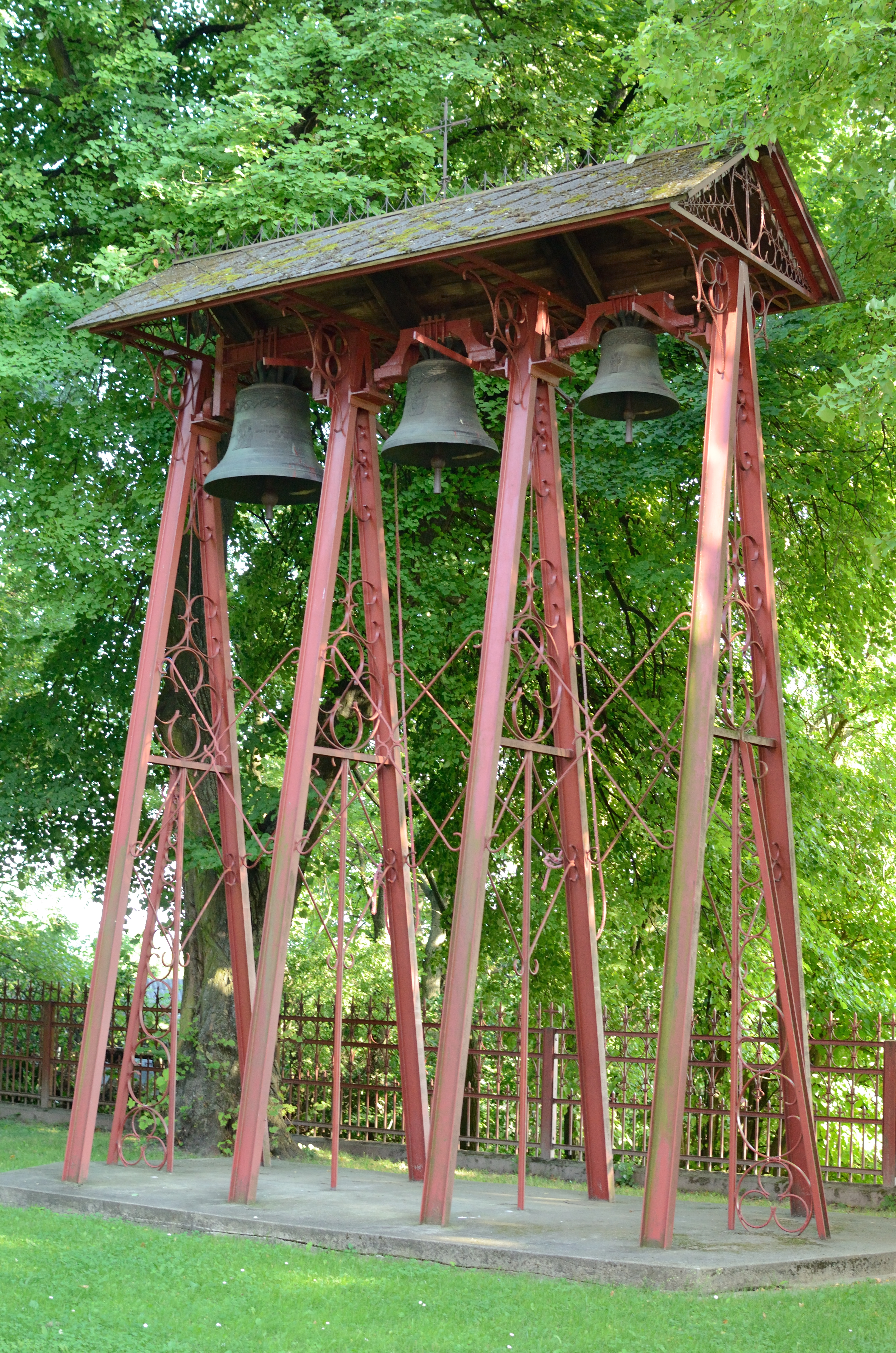
Dzwonnica
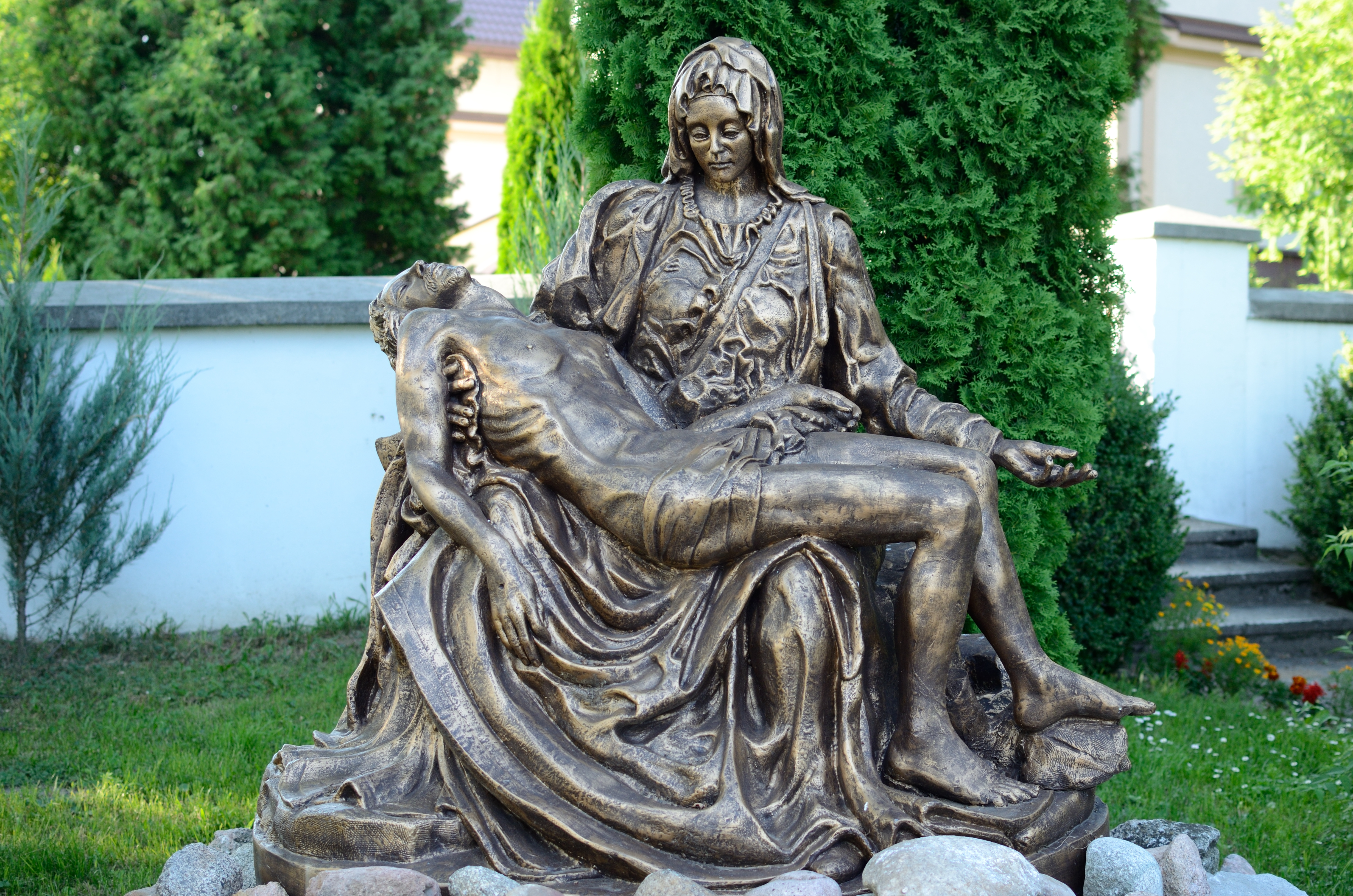
Replika rzeźby Pietà
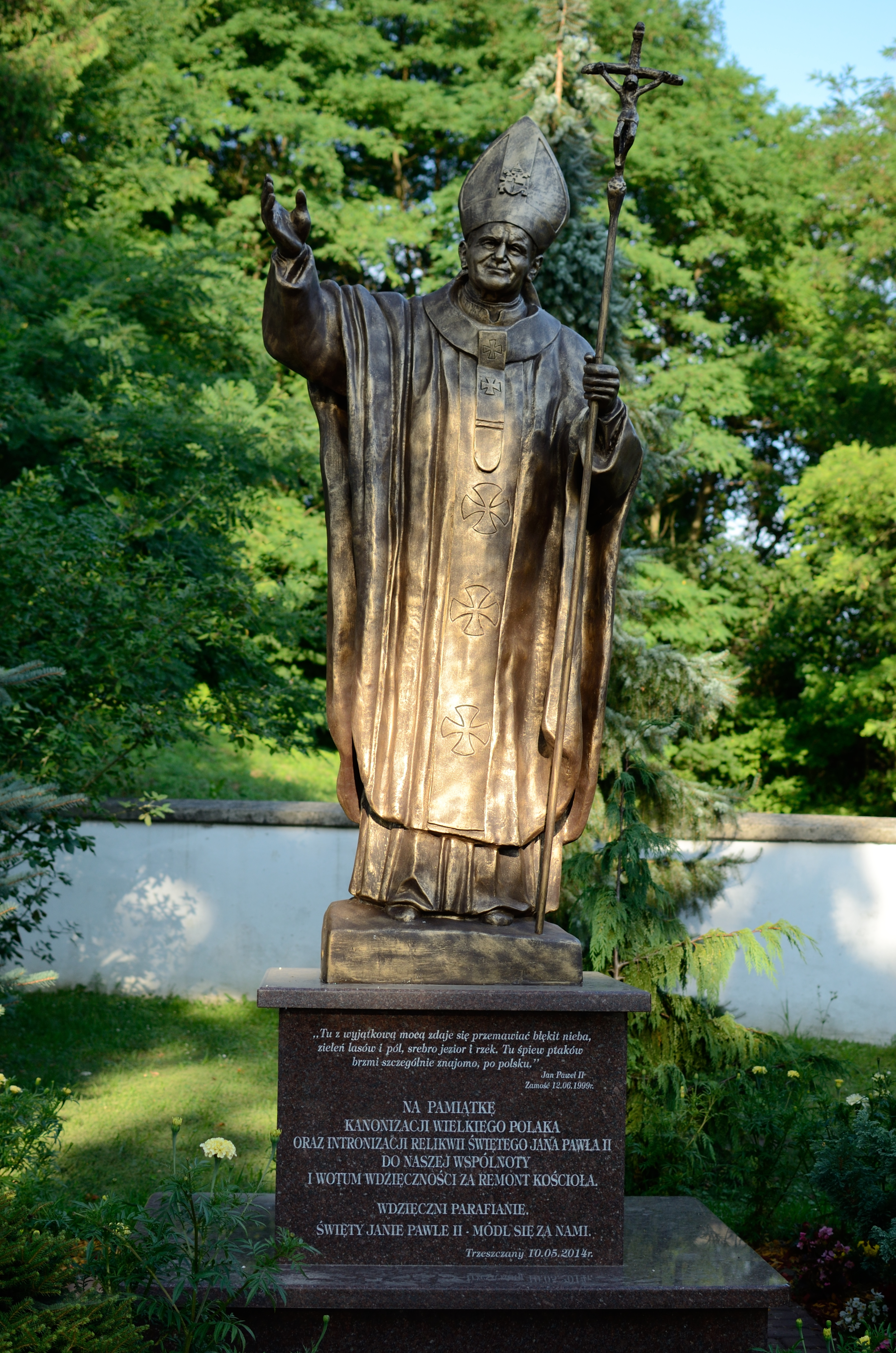
Pomnik papieża Jana Pawła II
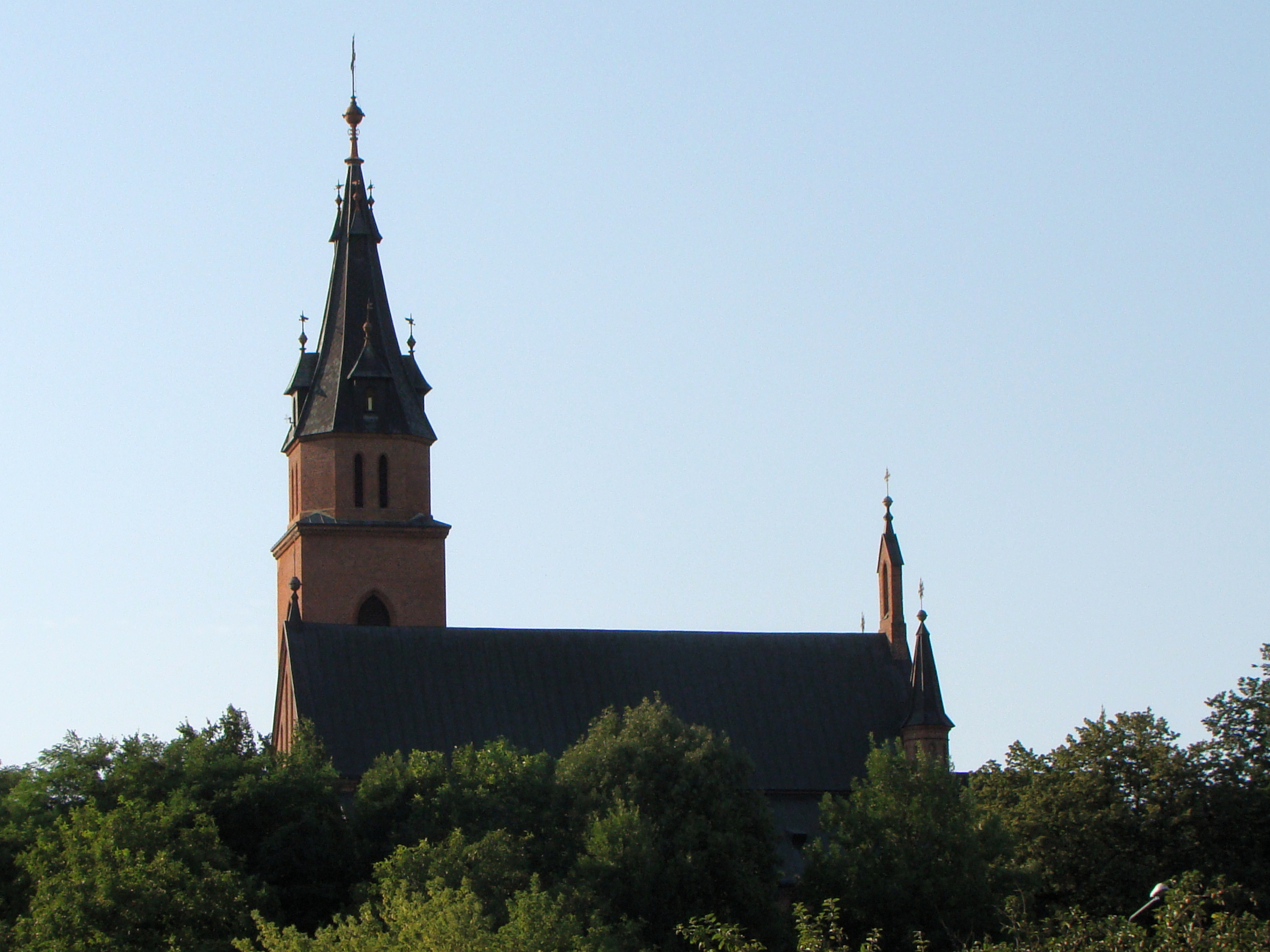
Sylwetka kościoła
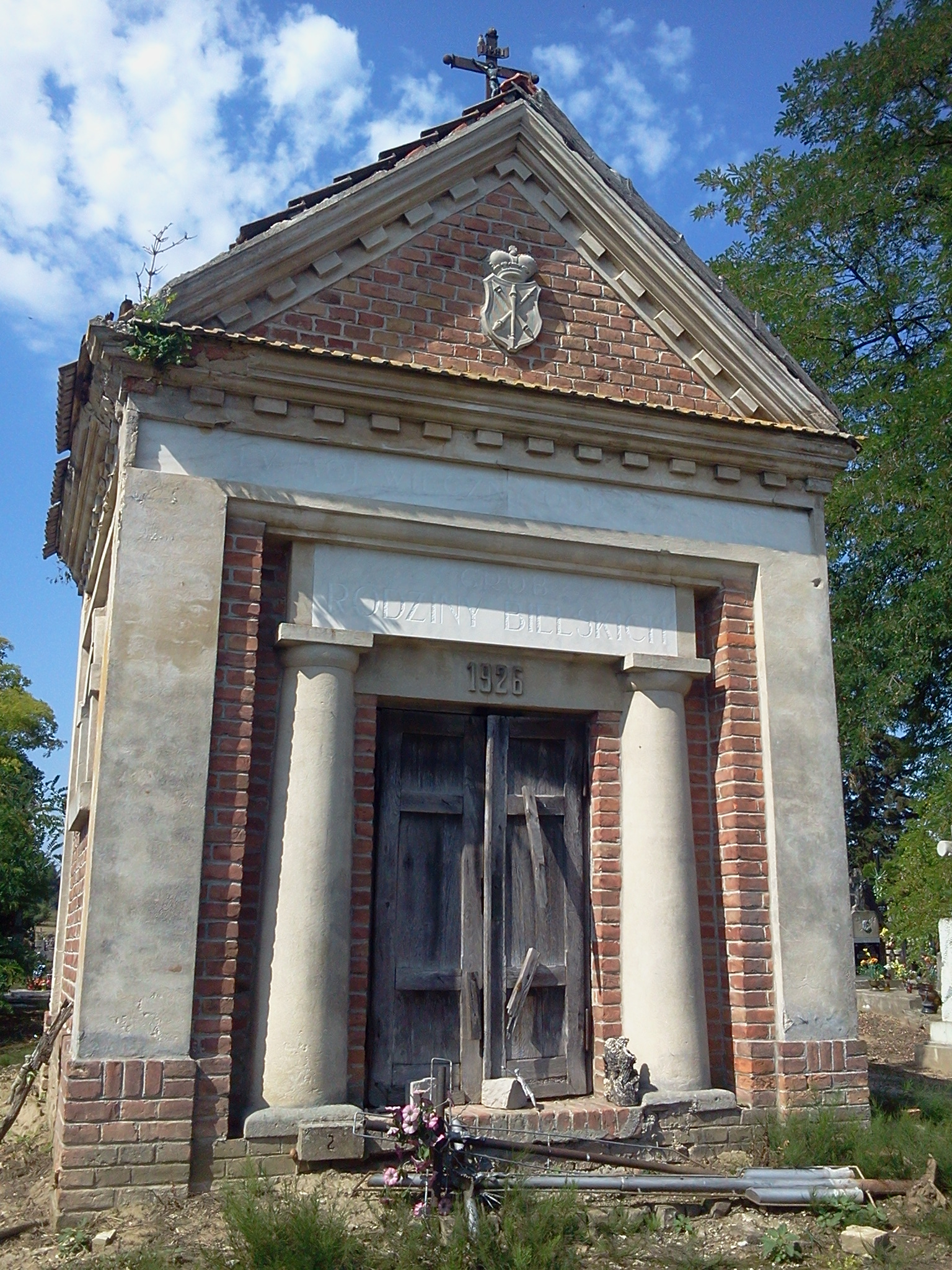
Kaplica grobowa Bielskich z 1926 r.